# Stewart Farrar
Frank Stewart Farrar (Highams Park, 28 giugno 1916 – Irlanda, 7 febbraio 2000) è stato uno sceneggiatore e romanziere britannico.
Figura di spicco della religione neopagana Wicca, ha dedicato gran parte della sua vita alla diffusione di questo culto con l'aiuto della sua settima moglie Janet Farrar e del suo amico Gavin Bone. Fervente comunista in gioventù, lavorò come reporter per giornali come il Soviet Weekly e il Daily Worker, militando nell'esercito britannico durante la Seconda guerra mondiale.
È stato sceneggiatore di alcuni episodi per serie televisive come Dr. Finlay Casebook, Armchair Theatre e Crossroads, ricevendo un Guild Award per il suo lavoro di autore radiofonico. Ha inoltre pubblicato una serie di romanzi e saggi, generalmente incentrati su tre generi: investigativo, romantico e fantasy.

## Biografia
Nel 1970 venne iniziato alla Wicca alexandriana da Maxine Sanders e successivamente scrisse uno dei primi libri che descrivevano questa nuova religione emergente, What Witches Do ("Cosa fanno le streghe", 1971). Pochi mesi dopo la sua conversione, raggiunse la posizione di sommo sacerdote e fondò la sua congrega nel sud di Londra con la grande sacerdotessa Janet Farrar, con la quale si sposò dapprima con rito pagano e poi civilmente.
Nel 1976 si trasferì con la consorte in Irlanda, dove fondò nuove congreghe e si dedicò attivamente alla diffusione della Wicca: secondo George Knowles, "più del 75% degli wiccan irlandesi sia del nord che del sud affondava le sue radici mistiche nei gruppi dei Farrar". Con la partner diede alle stampe, tra gli altri, i volumi Eight Sabbats for Witches ("Otto sabbat per streghe", 1981) e The Witches' Way ("La via delle streghe", 1984).
Per la sua opera di propagazione della Wicca, lo storico Ronald Hutton lo ha paragonato a Gerald Gardner e Alex Sanders, definendolo "la terza e ultima delle grandi figure maschili che hanno formato la Wicca".

## Opere
- 1958: The snake on 99. Londra: Collins Press.
- 1961: Zero in the Gate. New York: Walker.
- 1963: Death in the Wrong Bed. New York: Walker.
- 1963: Delphine, Be a Darling. (come Stewart Laurie), Londra: Hurst & Blackett.
- 1971: What Witches Do: A Modern Coven Revealed. Londra: Peter Davies. ISBN 0-9630657-7-7.
- 1973: The Twelve Maidens. Londra: Michael Joseph. ISBN 1-57863-390-7.
- 1976: The Serpent of Lilith (come Margot Villiers),  Londra: Arrow Books.
- 1977: The Dance of Blood, Londra: Arrow Books.
- 1977: The Sword of Orley, Londra: Michael Joseph.
- 1980: Omega. Londra: Arrow Books. ISBN 1-57863-389-3.
- 1986: Forcible Entry. Londra: Robert Hale.
- 1988: Blacklash, Londra: Robert Hale.
- 1996: Witches' Dozen, New Bern, North Carolina: Godolphin House.

### con Janet Farrar
- Eight Sabbats for Witches (1981) Robert Hale, Londra ISBN 0-7091-8579-0
- The Witches' Way (1984) Robert Hale, Londra ISBN 0-7090-1293-4
- The Witches' Goddess: The Feminine Principle of Divinity (1987) Robert Hale, Londra ISBN 0-919345-91-3
- The Life and Times of a Modern Witch (1987) Piatkus Books, Londra ISBN 0-86188-631-3
- The Witches' God: Lord of the Dance (1989) Robert Hale, Londra ISBN 0-919345-47-6
- Spells and How They Work (1990) Robert Hale, Londra ISBN 0-7090-3842-9
- A Witches' Bible: The Complete Witches' Handbook (1996 rifacimento di The Witches' Way e Eight Sabbats for Witches) Robert Hale, Londra ISBN 978-0-7090-7227-0

### Con Janet Farrar e Gavin Bone
- Pagan Path: The Wiccan Way of Life (1995) Phoenix Publishing ISBN 0-919345-40-9
- The Healing Craft: Healing Practices for Witches and Pagans (1999) Phoenix Publications Inc., Custer, WA ISBN 0-7090-6563-9
- The Complete Dictionary of European Gods and Goddesses (2000) Capall Bann Publishers ISBN 1-86163-122-7
- Progressive Witchcraft (2004) New Pages Books ISBN 1-56414-719-3